# قائمة زملاء الجمعية الملكية المنتخبين في 1715
هذه الصفحة تعرض قائمة زملاء الجمعية الملكية المُنتخبين لعام 1715.

## الزملاء
- George Cholmondeley, 2nd Earl of Cholmondeley [الإنجليزية]‏
- Jacques d'Allonville [الإنجليزية]‏
- كلود جوزيف جوفروا
- James Hamilton, 7th Earl of Abercorn [الإنجليزية]‏
- Justus van Effen [الإنجليزية]‏
- Willem 's Gravesande [الإنجليزية]‏
- Levinus Vincent [الإنجليزية]‏
- Antonio Schinella Conti [الإنجليزية]‏